# 牛奶番茄
“牛奶番茄”通常指的是一种叫做牛奶黄番茄的品种。学名为Lycopersicon esculentum Mill.。它是一种中熟品种，从播种到采收大约需要85天。果实呈长圆形，光滑，金黄色，果肉厚实，单果重50-100克，采收期较长，亩产量大约在4000公斤左右。
这种番茄品种以其甜度高、皮薄汁多而著称，有时被称为“温室牛奶小番茄”。例如，集益果销售的“特优级温室牛奶小番茄”就属于此类，甜度可达13度，果皮薄，果肉多汁。
“牛奶番茄”还可以指用番茄和牛奶混合制作的食品，常见形式有饮品、奶昔等。这种混合物可以保留番茄的酸甜和牛奶的醇厚口感，并根据不同配方强调补钙等健康功效。此外，还有“番茄牛奶蔬菜汤”这样的菜品，以番茄为基础，加入牛奶和其他蔬菜，汤品呈现乳白色，口感醇厚。
总而言之，“牛奶番茄”既可以指一种特殊的番茄品种，也可以指用番茄和牛奶混合制作的食品，两者在口感和营养上都有其特点。
某些人群，如肾功能障碍者，应减少番茄的摄入，因为番茄富含钾。另外，番茄和某些食物同食可能会产生不良影响，例如鱼、黄瓜、柿子、土豆、猪肝、海鲜等，在烹饪时需要注意。
1. ↑  . www.google.com.   [2025-08-20].